# Xénia Frajka
Xénia Frajka (ur. 24 stycznia 1982 w Budapeszcie) – węgierska lekkoatletka specjalizująca się w rzucie oszczepem.
W 1999 zdobyła srebrny medal i tytuł wicemistrzyni świata wśród juniorek młodszych. Na stadionie w Bydgoszczy uzyskała wówczas rezultat 49,76. Brązowa medalistka mistrzostw Europy juniorów, które w sierpniu 1999 odbyły się w Rydze. W roku 2000 brała udział w mistrzostwach świata juniorów w Chile, gdzie nie udało jej się awansować do finału. Wielokrotna medalistka mistrzostw kraju. Rekord życiowy: 58,12 (18 maja 2003, Szombathely).